# Physica (Leonard Bagni)
Physica (hrvatski: Fizika) je knjiga u kojoj su sabrana predavanja iz fizike koja je hrvatski isusovac iz Pazina Leonard Bagni održao na učilištu u Beču. Sabrao ih je 1628. njegov student, također isusovac, Juraj Winkler. Knjiga je još u rukopisu. Pisana je na latinskome jeziku.
Ima ukupno 12 rasprava odnosno poglavlja. U prvom dijelu je kratki sadržaj djela. Navedena su Aristotelova djela koje zbirka predavanja obuhvaća. Prvo je osam Aristotelovih knjiga o tijelima, slijede četiri knjige o nebu, zatim o elementima i miješanim tijelima, nakon toga četiri knjige o meteorima te tri knjige o duši i živim bićima. Govori o predmetu i prirodi fizike, o načelima prirode, tvari, formi i supstanciji, o uzrocima, gibanju, o prostoru i praznini, vremenu i trajanju, o nastajanju i nestajanju, o elementima, jednostavnim i miješanim tijelima i ostalo.